# Port lotniczy Samos
Port lotniczy Samos (IATA: SMI, ICAO: LGSM) – międzynarodowy port lotniczy położony na wyspie Samos, w Grecji.
Lotnisko nosi nazwę Arystarcha z Samos, starożytnego astronoma i matematyka, i leży w odległości 5 km od najbliższej miejscowości Pythagorio. Lotnisko posiada jeden krótki pas startowy, który obsługuje zarówno przyloty i odloty. Otoczenie lotniska jest niekorzystne, ponieważ pas startowy otaczają góry i morze. Często wieją silne wiatry Meltemi wiejące z północy w miesiącach letnich, co dodatkowo przyczynia się do trudności z lądowaniem.

## Linie lotnicze i połączenia
| Linia Lotnicza               | Kierunek                                                                            |
| ---------------------------- | ----------------------------------------------------------------------------------- |
| Aegean Airlines              | 1. Ateny (od 29 października 2023)                                                  |
| Austrian Airlines            | Sezonowo: 1. Wiedeń                                                                 |
| Brussels Airlines            | Sezonowo: 1. Bruksela                                                               |
| Condor                       | Sezonowo: 1. Düsseldorf 2. Frankfurt 3. Hamburg 4. Monachium                        |
| Corendon Dutch Airlines      | Sezonowo: 1. Amsterdam                                                              |
| Edelweiss Air                | Sezonowo: 1. Zurych                                                                 |
| Eurowings                    | Sezonowo: 1. Düsseldorf                                                             |
| Neos                         | Sezonowo: 1. Mediolan-Malpensa 2. Werona                                            |
| Olympic Air                  | 1. Ateny (do 29 października 2023) 2. Saloniki                                      |
| Scandinavian Airlines System | Sezonowe czartery: 1. Kopenhaga 2. Göteborg 3. Oslo-Gardermoen 4. Sztokholm-Arlanda |
| Sky Express                  | 1. Ateny 2. Chios 3. Lemnos 4. Mitylena 5. Rodos 6. Saloniki                        |
| Smartwings                   | Sezonowo: 1. Praga                                                                  |
| Transavia.com                | Sezonowo: 1. Amsterdam                                                              |
| TUI Airways                  | Sezonowo: 1. Londyn-Gatwick                                                         |
| TUI fly Belgium              | Sezonowo: 1. Bruksela                                                               |
| TUI fly Netherlands          | Sezonowo: 1. Amsterdam                                                              |
| TUI fly Nordic               | Sezonowe czartery: 1. Göteborg 2. Oslo-Gardermoen 3. Sztokholm-Arlanda              |